# Zauditu
Zauditu (en ge'ez: ዘውዲቱ; Ejersa Goro, 29 de abril de 1876-2 de abril de 1930) fue emperatriz de Etiopía entre el 27 de septiembre de 1916 y el 2 de abril de 1930. Fue la primera mujer de África cabeza de un estado reconocido internacionalmente en los siglos XIX y XX. Hija de Menelik II, fue muy conocida por su devoción religiosa y por oponerse a las medidas reformistas de Tafari Makonnen, quien después de su muerte fue el emperador Haile Selassie I.

## Juventud
Bautizada como Askala Maryam ("Askal de María", un tipo de flor), la futura Zauditu fue la hija mayor del entonces negus (rey) Menelik de Shewa, el futuro emperador Menelik II de Etiopía. Su madre, Weyziro Abechi, fue una noble shewaní que por poco tiempo fue compañera de Menelik. La madre de Zauditu murió cuando ella era muy joven, y el futuro imperio fue elevado por su padre y su consorte Baffana. Negus Menelik después contrajo matrimonio con Taytu Betul, pero sin tener descendencia con ella. Menelik tenía tres hijos reconocidos: ella misma, Asfaw Wossen, que murió a edad temprana, y otra hija llamada Shewa Regga, la madre de Lij Iyasu, el eventual heredero de Melenik. A pesar de esto, el emperador se mantuvo en cercanía con Zauditu, quien a su vez también tenía buen trato con su madrastra la emperatriz Taytu, y vivió la mayor parte de su vida con ella.
En 1886, con solo 10 años de edad, Zaiditu fue casada con Ras Araya Selassie Yohannes, hijo y heredero del emperador Yohannes IV. La boda fue política, habiéndose establecido cuando Menelik accedió a obedecer a los dictados de Yohannes. Eventualmente Yohannes y Menelik volvieron a entrar en conflicto. El matrimonio, mientras los padres de los contrayentes estaban en disputa, no tuvo hijos, habiendo sido demasiado joven ella al comienzo del matrimonio, y habiendo mientras tanto Araya selassie Yohannes tenido un hijo con otra mujer. Cuando Araya Selassie murió, en 1888, ella dejó Mekele y retornó a la corte de su padre, en Shewa. A pesar de la hostilidad entre Menelik y Yohannes, Zauditu mantuvo durante todo ese tiempo buenas relaciones con ambos.
Zauditu tuvo después otros dos matrimonios, ambos breves, antes de contraer matrimonio con Ras Gugsa Welle, que era sobrino de la emperatriz Taytu, es decir, la madrastra de Zauditu. Zauditu estaba ya en buenos términos con Taytu, pero el establecimiento de un vínculo directo con ambos terminó por cimentar la relación. Al contrario de sus matrimonios anteriores, el casamiento de Zauditu con Gugsa Welle se considera que ha sido feliz.

## Reinado

### Maniobras políticas
Mientras la aristocracia conservadora etíope en general apoyó a Zauditu, muchos de sus parientes no tuvieron el mismo apoyo. La madrastra de Zeuditu y la tía de su marido, Taytu Betul, que había sido esposa de Melenek II, habían huido de la capital después de la muerte de Menelik II, pero desconfiaba aún debido al evidente favoritismo que había ejercido durante el reinado de su último esposo. En un intento de limitar su influencia, la aristocracia arregló para su sobrino, el marido de Zauditu Ras Gugsa Welle, adjuntarlo al gobierno remoto, quitándolo de la corte. Este movimiento, mientras se intentaba una huelga contra Taytu más que contra Zauditu, se cree que molestó considerablemente a Zauditu. Zauditu sufrió la culpa de tomar el trono de Lij Iyasu, a quien Melenek II quería como sucesor, pues aunque ella consideraba que el derrocamiento de Iyasu era necesario, también había admirado a su padre, y no quería desoír sus deseos. La separación de su marido y la culpa por haber tomado el trono de Iyasu convirtieron su imperio en no muy feliz. Pero aunque Iyasu la había tratado injuriosamente, ella tuvo mucho afecto hacia su sobrino Iyasu, y se cree que lloró amargamente cuando su sobrino fue excomulgado por apostasía. La emperatriz fue progresivamente retirándose de los asuntos de Estado hacia el retiro, el ayuno y la oración, mientras que quienes la rodeaban, como Tafari Makonen, fueron ganando poder e influencia en la corte.